# Hypoxylon commutatum
Hypoxylon commutatum är en svampart som beskrevs av Nitschke 1867. Hypoxylon commutatum ingår i släktet Hypoxylon och familjen kolkärnsvampar.   Inga underarter finns listade i Catalogue of Life.